# Dārziņi (przystanek kolejowy)
Dārziņi (ros. Дарзини) – przystanek kolejowy w gminie Salaspils, na Łotwie. Znajduje się w pobliżu dzielnicy Rygi Dārziņi. Położony jest na linii Ryga - Dyneburg.
Przystanek został otwarty w 1960.